# Marlon Módolo Zanotelli
Marlon Módolo Zanotelli, né le 19 juin 1988 à Imperatriz, est un cavalier brésilien. Il participe à l'épreuve de saut d'obstacles individuel des Jeux olympiques d'été de 2020.
Il décroche trois médailles lors des Jeux panaméricains, deux d'or (en individuel et par équipe) en 2019 et une de bronze par équipes en 2023.
Il remporte avec Cornest le CSI5* de Shanghai en mai 2024.